# Toda de Provenza
Toda de Provenza también llamada Toda de Cerdaña (cerca del año 985 - 1052) fue hija del conde Guillermo de Provenza y de Adelaida de Anjou, supuesta hija de Fulco II de Anjou y de Gerberga del Maine y del Gatinais. Toda se casó con el conde Bernardo I de Besalú, apodado Bernat Tallaferro.